# Chinesisch Taipeh

Olympische Flagge von Chinesisch Taipeh

Chinesisch Taipeh, in der Schweiz und in Österreich Chinesisches Taipei (chinesisch 中華臺北 / 中华台北, Pinyin Zhōnghuá Táiběi, englisch Chinese Taipei), ist ein vom Internationalen Olympischen Komitee (IOC) konstruierter Name für die Republik China (Taiwan), deren Hauptstadt Taipeh (Taipei) ist.
Der Name erleichtert der Republik China (Taiwan) den Beitritt zu internationalen Organisationen und die Teilnahme an internationalen Veranstaltungen. Hintergrund ist der diplomatische Druck, den die Volksrepublik China wegen des Taiwan-Konfliktes auf Taiwan und die internationale Staatengemeinschaft ausübt. Die UN und ihre Mitgliedsländer bis auf 15 Länder verfolgen die Ein-China-Politik, was eine Nicht-Anerkennung der Unabhängigkeit Taiwans bedeutet.
Die künstliche und nicht frei gewählte Bezeichnung „Chinesisch Taipeh“ ist in Taiwan selbst unpopulär und wird als notwendiges Übel, aber auch als diskriminierend empfunden. In vielen Medien und Zeitungen wird der Gebrauch des Namens daher vermieden und durch die gebräuchliche Eigenbezeichnung „Taiwan“ ersetzt.
Am 24. November 2018 stimmten die Wähler in Taiwan in einem Referendum gegen die Änderung des derzeitigen Namens „Chinesisches Taipeh“ zu „Taiwan“. Ein wesentliches Argument der Gegner des Antrags war, dass das IOC klargestellt hatte, dass eine Änderung des Namens nicht akzeptiert bzw. sich negativ auf die Teilnahme Taiwans bei internationalen Wettkämpfen auswirken würde.

## Ursprünge

Flagge der Republik China

Die Volksrepublik China erkennt die Republik China (Taiwan) nicht als unabhängigen Staat an, sondern deklariert dessen Territorium als Provinz Taiwan der Volksrepublik. Die Volksrepublik versucht, Taiwan daran zu hindern, den Namen „Republik China“ zu benutzen, da es mit der Volksrepublik eine begriffliche Überschneidung mit dem Wort „China“ gibt. Dieses Bestreben ist unter dem Begriff „Ein-China-Politik“ bekannt. Darüber hinaus gab es neben der begrifflichen auch eine territoriale Überschneidung, die den Taiwan-Konflikt begründete.
In den 1970ern und 1980ern wurde die Republik China oft degradiert oder aus internationalen Organisationen ausgeschlossen, nachdem die Volksrepublik ihnen beitrat. Die Republik lehnte es ab, nun als „Taiwan, China“ bezeichnet zu werden, da der Name impliziert, dass sie Teil der Volksrepublik sei und von dieser regiert werde. Während dieser Zeit lehnte die diktatorische Kuomintang-Regierung auch die Namen „Taiwan“ und „Formosa“ ab, da sie noch Bestrebungen hatten, ganz China als einzige legitimierte Regierung zu repräsentieren und zu regieren.
Im November 1979 erkannten das IOC und danach alle weiteren internationalen Sportvereinigungen das nationale Olympische Komitee Taiwans als Nationales Olympisches Komitee des chinesischen Taipei (中華奧林匹克委員會 / 中华奥林匹克委员会,  Zhōnghuá Àolínpǐkè Wěiyuánhuì, dt. Nationales Olympisches Komitee des chinesischen Taipei) an. Alle Sportteams oder Athleten aus Taiwan treten unter dem Namen Chinesisch Taipeh an. Die neue Flagge wurde seit den Olympischen Sommerspielen 1984 für alle weiteren Olympischen Spiele, sowie Paralympics, Deaflympics und weitere internationale Veranstaltungen benutzt.
Die Flagge jedoch wird als solche nicht immer anerkannt. Während der Olympischen Winterspiele 1992 in Albertville/Frankreich benutzte die CBS die Flagge der Republik China mit dem offiziellen „TPE“-Ländercode. Im Jahr 2004 bei den Olympischen Sommerspielen zeigte der Australische Baseballbund auf seiner Website die wehende Flagge der Republik China.

## Übersetzungskompromiss
Beide Seiten – die Volksrepublik China und die Republik China – akzeptierten den Namen „Chinesisch Taipeh“. Dies ist nur durch die Ambiguität des Adjektives „Chinese“ (deutsch chinesisch) möglich, die keine politische Aussage enthält. Die Volksrepublik übersetzt den Namen als „Zhongguo Taipei“ (中國臺北 / 中国台北,  Zhōngguó Táiběi). Zhongguo ist eigentlich der Name für den Staat China, was impliziert, dass Taipei ein Teil Chinas ist. Im Gegenzug übersetzt die Republik den Namen als „Zhonghua Taipei“ (中華臺北 / 中华台北,  Zhōnghuá Táiběi), was „Chinese“ mehr im Sinne der Ethnizität und Kultur, weniger als einen Staat bedeutet.

## Konsequenzen
Der Name „Chinesisch Taipeh“ wird nun auch in politisch weniger beeinflussten Bereichen genutzt. Flugpläne von offiziellen Webseiten wie die des Flughafens Los Angeles oder San Francisco listen den Flughafen Taiwan Taoyuan als „Taipei, Chinese Taipei“. Auch hat die Volksrepublik weitere religiöse und soziale Organisationen wie den Lions-Club dazu gebracht, den Namen „Chinesisch Taipeh“ zu adaptieren.
Im Jahr 2000 schaffte es die Volksrepublik, die Organisation von Miss Universe dazu zu bringen, die „Miss Taiwan 2000“ zu „Miss Chinese Taipei 2000“ umzubenennen. Drei Jahre später bei der Miss-Universe-Wahl in Panama liefen die Miss China und Miss Taiwan zum ersten Mal nebeneinander, was die Volksrepublik gleich dazu antrieb, zu veranlassen, die Miss Taiwan wieder in Miss Chinese Taipei umzubenennen. Das Resultat war das berühmte Bild der weinenden Szu-Yu Chen als Miss Chinese Taipei, die beide Bänder als Miss Taiwan und Miss Chinese Taipei trug. Heutzutage darf eine Miss-Universe- oder Miss-World-Kandidatin aus Taiwan nicht mehr mit dem Band „Taiwan“ antreten. Eine Ausnahme war die Miss-Earth-Wahl 2005, als Li Fan Lin als Miss Taiwan antreten durfte. Nach einer Woche des Festumzuges wurde ihr Band von „Taiwan“ auf „Taiwan ROC“ aufgewertet. Für diesen Schritt gab es keine Gegenreaktion der Volksrepublik.
Der Titel ‚Chinesisch Taipei‘ lässt leicht vermuten, dass „Taipei“ ein Land sei. Um dieser Verwirrung entgegenzuwirken, ersetzten einige Nachrichtenagenturen den Namen ‚Chinesisch Taipei‘ durch Taiwan, wenn die Berichte internationale Organisationen betrafen. Bei Sportveranstaltungen werden die Teams als Zhonghua Team (中華隊 / 中华队,  Zhōnghuá Duì) vorgestellt.
Während der Olympischen Sommerspiele 2004 gab es eine Bewegung in Taiwan, die taiwanischen Teams als solche wörtlich zu bezeichnen. Der etablierte Fernsehsender Taiwan Television (TTV) tat dies als erster seit 2004. Zurzeit gibt es auch etliche Kabelfernsehsender, die taiwanische Teams als Zhonghua Team (中華隊 / 中华队,  Zhōnghuá Duì) und chinesische Teams als Zhongguo Team (中國隊 / 中国队,  Zhōngguó Duì) ansagen.
Konträr zur taiwanischen Bezeichnung präsentieren chinesische Fernsehsender die taiwanischen Teams als „Zhongguo Taibei Team“. (中國臺北隊 / 中国台北队,  Zhōngguó Táiběi Duì, englisch Chinese Taipei Team)
Bei den International Children’s Games 2005, der National Geographic World Championship, der Major League Baseball sowie der World Baseball Classic 2006 wurde der Name ‚Chinesisch Taipei‘ verwendet.

## Weitere Namen für Taiwan
Die Vereinten Nationen bezeichnen Taiwan offiziell immer als Taiwan, Provinz Chinas (englisch Taiwan, Province of China), was einige Webseiten adaptiert haben. Andere Organisationen wie die Welthandelsorganisation sprechen von separates Zollgebiet Taiwan, Penghu, Jinmen und Mazu (englisch Separate Customs Territory of Taiwan, Penghu, Kinmen and Matsu) oder auch kurz Chinesisch Taipei, da der offizielle Begriff zu sperrig ist. Als Gründungsmitglied der Asian Development Bank wurde die Republik weiter als Republik China geführt, bis die Volksrepublik 1986 beitrat. Dem Druck der Volksrepublik nachgebend, wurde der Name nun auch auf Taipei, China geändert.
Die Weltpfadfinderorganisation ist eine der wenigen Organisationen, die die Republik China weiter als China und ihre Mitglieder als Scouts of China (Pfadfinder Chinas) führt, da die Volksrepublik keine Pfadfinder hat. Weitere alte diplomatische Verbündete bezeichnen die Republik auch weiterhin als China, etwa der Vatikan. Bei der Beerdigung Johannes Pauls II. wurde der taiwanische Präsident Chen Shui-bian als Staatsoberhaupt Chinas neben Marisa Letícia (Gattin des brasilianischen Präsidenten da Silva) und Paul Biya (Präsident Kameruns) gesetzt.

## Galerie der Flaggen bei verschiedenen Anlässen

Fußball-Flagge von Chinesisch Taipeh
Paralympics-Flagge von Chinesisch Taipeh
Universiade-Flagge von Chinesisch Taipeh
Deaflympics-Flagge von Chinesisch Taipeh
Wappen der Baseball-Mannschaft
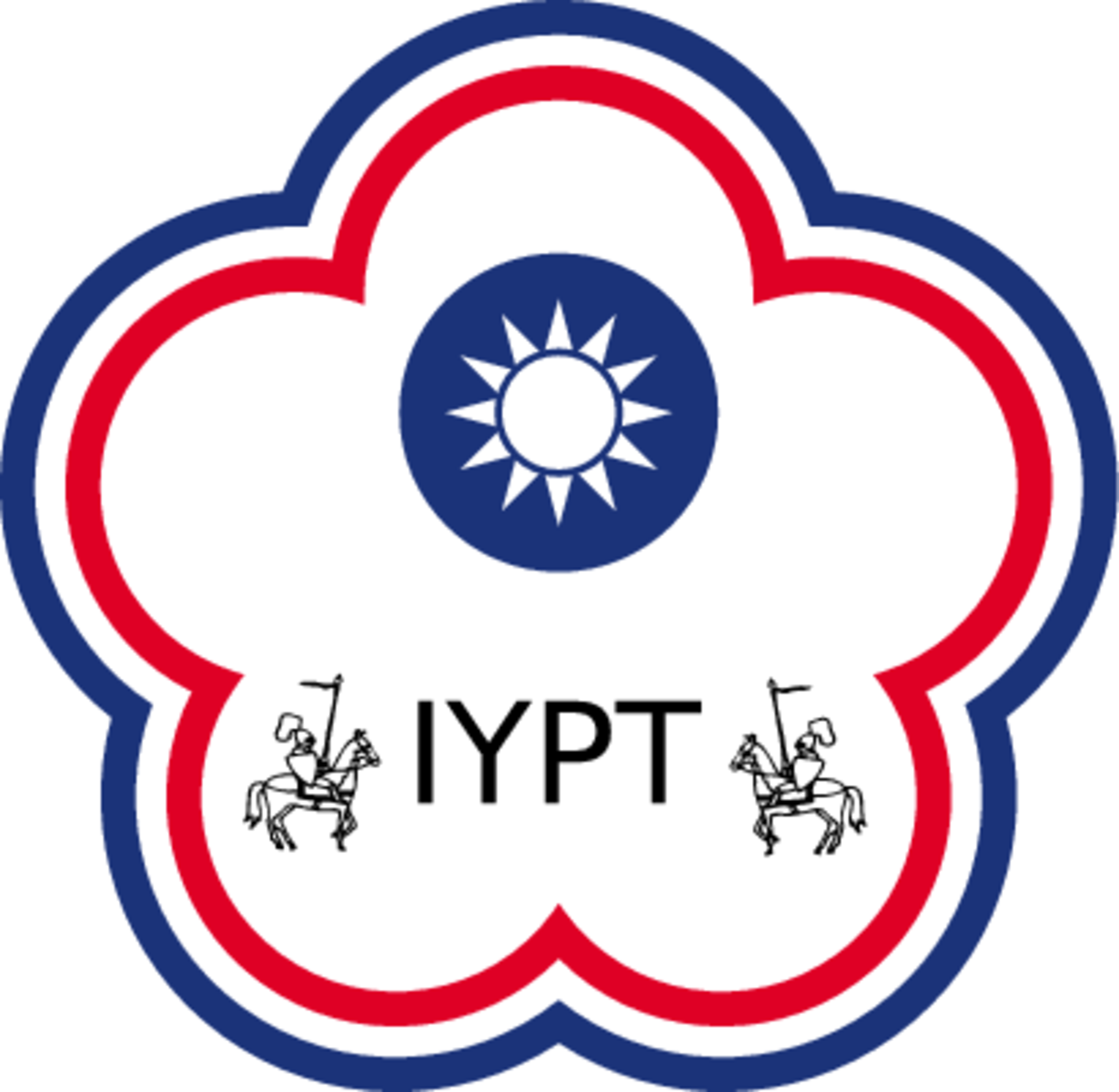
Flagge von Chinesisch Taipeh beim IYPT

Erklärung: Die Flagge zeigt unter anderem eine Pflaumenblüte, die nationale Blüte Taiwans (siehe auch Die Pflaumenblüte#Geschichte).